# Wallsend

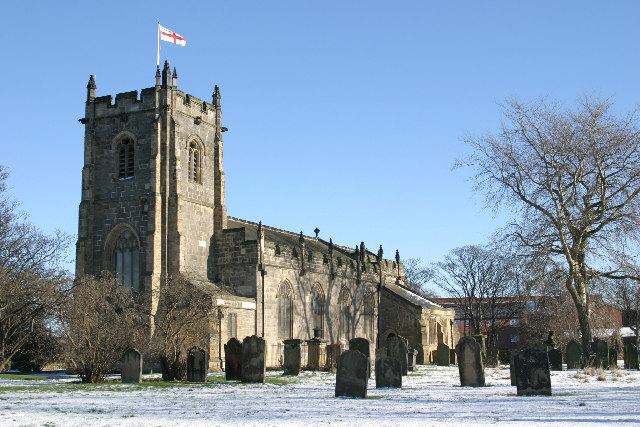
Kerk

Wallsend is een plaats in het bestuurlijke gebied North Tyneside, in het Engelse graafschap Tyne and Wear. Bij Wallsend eindigt Hadrian's Wall (de Muur van Hadrianus), wat de naam verklaart. De Romeinen bouwden hier het fort Segedunum.

## Geboren
- James Duncan Carey (1927 - 2011), componist en dirigent
- Sting (1951), artiest[1]
- Lee Clark (1972), voetballer en trainer
- Michael Carrick (1981), voetballer en trainer
- Gary Wilson (1985), snookerspeler
- Andrea Riseborough (1981), actrice